# Setenta y seis
El setenta y seis (76) es el número natural que sigue al setenta y cinco y precede al setenta y siete.

## Propiedades matemáticas
- Es un número compuesto, que tiene los siguientes factores propios: 1, 2, 4, 19 y 38. Como la suma de sus factores es 64 < 76, se trata de un número defectivo.

## Características
- Es el número atómico del osmio (Os).

- Datos: Q543190
- Multimedia: 76 (number) / Q543190